# Navalia
Les Navalia désignent, dans la Rome antique, le port fluvial militaire et les arsenaux associés, ainsi que peut-être un chantier naval, installés sur la rive gauche du Tibre, au sud du Champ de Mars. Ce port a pu être désigné comme les Navalia superiora afin de le distinguer d'un autre port militaire établi plus en aval du Tibre, près du forum Boarium (Navalia inferiora).

## Localisation
Le complexe naval est situé le long de la rive gauche du Tibre, au sud du Campus Flaminius, un peu en amont de l'Île tibérine,. Il s'étend à proximité des murs de la ville et de la Porta Navalis,.

## Histoire
Selon Tite-Live, la présence du port est attestée depuis 338 av. J.-C. et est probablement opérationnel vers le IIIe ou le IIe siècle av. J.-C., Il est agrandi à la fin du IIe siècle av. J.-C. par l'architecte grec Hermodore de Salamine qui participe également à la monumentalisation des environs du Circus Flaminius situé non loin,. Bien que selon Plutarque le port militaire est toujours en usage en 56 av. J.-C. quand Caton d'Utique revient à Rome après une mission à Chypre, le port fluvial de Rome perd de son importance à la fin de la République, peut-être dès la fin du IIe siècle av. J.-C. À cette époque, le siège de la flotte romaine est délocalisé dans les provinces, comme à Minturnae ou près de Puteoli où Agrippa fait construire les navires durant la guerre contre Sextus Pompée.

## Description

### Le port et l'arsenal
Le port militaire comprend des entrepôts et des rangées de bâtiments abritant les navires et disposés perpendiculairement au cours du fleuve. Quelques-uns de ces bâtiments sont visibles sur un fragment du plan de marbre de la Via Anicia et sur un fragment de la Forma Urbis.

### Le portique duvicus Aesculeti
Au nord de la zone portuaire ont été découverts les vestiges d'un long portique qui a pu abriter des activités commerciales sur le vicus Aesculeti en lien avec les Navalia mais cette identification demeure incertaine.

### Le «vaisseau d'Énée»
L'historien du VIe siècle Procope de Césarée affirme avoir vu à Rome le long du Tibre le « vaisseau d'Énée » :

« Il y a encore d'anciens monuments qui font connaître l'origine de la Nation. Et entre-autres, le vaisseau d'Enée, fondateur de Rome, qui est plus beau à voir que l'on ne saurait se l'imaginer. Il est au port du Tibre, dans le milieu de la ville. [...] je l'ai considéré avec soin [...] »

— Procope de Césarée, Histoire mêlée, VIII, 22, 2

« Bien que ce vaisseau soit fort grand, il n'a toutefois qu'un rang de rames. Il est long de six fois vingt pieds, large de vingt-cinq, et aussi haut qu'il le peut être sans que les rameurs en soient incommodés. Les morceaux de bois dont il est composé sont tous d'une pièce, ce qui surpasse toute sorte de créance et qui ne se voit en aucun autre navire. Le fond n'est que d'un seul arbre et s'étend depuis la poupe jusqu'à la proue. Il se courbe doucement sur l'eau et s'élève comme insensiblement vers les bords. Tous les morceaux qui sont emboîtés dans la carène [...] passent d'un côté à l'autre, à travers tout le vaisseau, et sont courbés d'une façon qui est fort agréable [...]. La longueur de chacune des planches qui servent de clôture égale celle du navire. Enfin la structure en est tout à fait admirable. [...] De tout le bois qui est entré dans la composition de ce merveilleux bâtiment, il n'y en a point de pourri, il n'y en a point que le temps ait gâté, et tout le corps en est aussi entier, que s'il venait d'être achevé par l'excellent homme qui en a été l'ouvrier. »

— Procope de Césarée, Histoire mêlée, VIII, 22, 3
Selon une hypothèse récente, ce navire a pu être abrité et conservé dans un édifice qu'on pourrait qualifier de musée et qui serait en partie visible sur le fragment du plan en marbre de la Via Anicia. Ce bâtiment n'est pas orienté perpendiculairement au fleuve mais parallèlement contrairement aux autres édifices du port militaire, montrant qu'il a pu avoir une tout autre fonction que celle d'entrepôt ou d'arsenal. Selon une autre hypothèse, cet édifice a pu abriter la statio alvei Tiberis, siège administratif du service chargé de l'entretien du lit et rives du Tibre (cura alvei Tiberis et ripae),.